# Добио је игру
Добио је игру (енгл. He Got Game) је филм из 1998. године који је режирао Спајк Ли, а у главним улогама су: Дензел Вошингтон, Реј Ален и Мила Јововић.

## Радња
Главни ликови филма су Џејк Шатлсворт (Д. Вашингтон) и његов син Џезус Шатлсворт (Р. Ален). Џејк је нехотице убио своју жену, Џизусову мајку, због чега је осуђен и одлежао у затвору. За то време, његов син Џизус постао је кошаркашка звезда у успону и један од најталентованијих америчких спортиста. Џизус завршава средњу школу и време је да се одлучи о упису на универзитет. Многе образовне институције сањају да добију даровитог кошаркаша и укључене су у борбу за њега, без обзира на средства и методе. У овом тренутку Џејк је привремено пуштен из затвора како би убедио свог сина да похађа Универзитет Биг Стејт, који води гувернер државе који је љубитељ кошарке и жели да уведе Џизуса у универзитетски тим своје државе. Заузврат, гувернер државе обећава да ће смањити Џејку казну. Проблем је у томе што се Џизус непријатељски односи према свом оцу и не може му опростити што је убио своју мајку. Све је то умножено узбуђењем око кошаркашке звезде у успону и његовим избором да настави каријеру, жељом оних око њега, укључујући и оне који су му блиски, да искористе Џизуса у личне себичне сврхе, да се обогати на његовом таленту.

## Улоге
| Глумац           | Улога              |
| ---------------- | ------------------ |
| Дензел Вошингтон | Џејк Шатлсворт     |
| Реј Ален         | Џизус Шатлсворт    |
| Мила Јововић     | Дакота Бернс       |
| Росарио Досон    | Лала Бонила        |
| Хил Харпер       | Колман Бугер Сајкс |
| Нед Бејти        | чувар Вајат        |
| Џим Браун        | Спајви             |
| Бил Нан          | Ујка Баба          |
| Џон Туртуро      | Тренер Били Сандеј |
| Лонет Маки       | Марта Шатлсворт    |
| Зелда Харис      | Мери Шатлсворт     |

## Зарада
- Зарада у САД - 21.567.853 $